# گاز ترش
گاز ترش (به انگلیسی: Sour gas) به گونه‌ای از گاز طبیعی خام گفته می‌شود که دارای مقدار قابل‌توجهی هیدروژن سولفید (H۲S) و گاهی کربن دی‌اکسید (CO۲) است. 
به‌طور معمول گاز شامل مقادیر بیشتر از ۵٫۷ میلی‌گرم (H۲S) یا معادل ۴ پی پی ام (H۲S) را در دما و فشار استاندارد، گاز ترش می‌نامند. وجود این دو ماده از این جهت حائز اهمیت است که علاوه بر سمی بودن (H۲S)، در صورت وجود این دو گاز در خطوط لوله انتقال گاز، خوردگی و فرسایش شدیدی تجهیزات رخ خواهد داد. به منظور زدودن این مواد از گاز طبیعی از فرایندی به نام شیرین‌سازی گاز استفاده می‌شود.